# Lemme de Fitting
En mathématiques, le lemme de Fitting est un énoncé d'algèbre d'après lequel si M est un module indécomposable et de longueur finie alors tout endomorphisme de M est soit bijectif, soit nilpotent. Il en résulte que l'anneau des endomorphismes de M est local.

## Énoncé
Si M est un module de longueur finie n et f un endomorphisme de M alors

## Démonstration
Par hypothèse sur la longueur de M, on a
De ces égalités on déduit respectivement

## Conséquences
- Sous les hypothèses du lemme, f se restreint en un endomorphisme nilpotent de ker(fn) et un automorphisme de im(fn)[2].
- Si M est de plus indécomposable alors f est soit nilpotent, soit inversible, et l'anneau End(M) est local[3].
- Ce lemme permet de démontrer le théorème de Krull-Schmidt sur l'unicité de la décomposition d'un module de longueur finie en somme directe d'indécomposables.